# 马忠臣
马忠臣（1936年9月29日—2021年1月12日），男，山东泰安人，中华人民共和国政治人物。

## 生平
马忠臣是山东省泰安市岱岳区角峪镇人。1966年，马忠臣担任中共泰安县委副书记。1976年，升任中共章丘县委书记。1983年，升任泰安地委书记。1986年，担任山东省人民政府副省长。1990年，任中华人民共和国农业部副部长。1993年，担任河南省人民政府省长；1998年7月任中共河南省委书记。2000年9月，任中央财经领导小组副秘书长和中央农村工作领导小组副组长。
2021年1月12日在北京逝世，享年85岁。